# Lethrinus genivittatus
Lethrinus genivittatus е вид бодлоперка от семейство Lethrinidae. Видът не е застрашен от изчезване.

## Разпространение и местообитание
Разпространен е в Австралия (Куинсланд), Индонезия, Малайзия, Микронезия, Нова Каледония, Папуа Нова Гвинея, Провинции в КНР, Сингапур, Тайван, Филипини и Япония.
Обитава пясъчните дъна на полусолени водоеми, океани, морета, лагуни, рифове и реки. Среща се на дълбочина от 3 до 25 m, при температура на водата от 20,8 до 27,7 °C и соленост 34,5 – 35,6 ‰.

## Описание
На дължина достигат до 25 cm.
Продължителността им на живот е около 7 години.